# Geranium trilophum
Geranium trilophum är en näveväxtart som beskrevs av Pierre Edmond Boissier. Geranium trilophum ingår i släktet nävor, och familjen näveväxter. Inga underarter finns listade i Catalogue of Life.